# Atypus snetsingeri
Atypus snetsingeri är en spindelart som beskrevs av Sarno 1973. Atypus snetsingeri ingår i släktet Atypus och familjen pungnätsspindlar. Inga underarter finns listade.